# Bikin (by)
Bikin (russisk: Бики́н) er en by i Khabarovsk kraj i Rusland. Den ligger ved floden Bikin (en sideflod til Ussuri), omkring 200 km sydvest for Khabarovsk. Den har et indbyggertal på 19.600 (est. 2005), 19.641 (folketælling 2002).
Bikin blev grundlagt i 1885 under navnet Bikinskaja og fik indvilget bystatus i 1938.
1. ↑  Численность постоянного населения Российской Федерации по муниципальным образованиям на 1 января 2024 года (fra Wikidata).